# Estación de Magdalena
Magdalena fue una estación de trenes que se encuentra en Magdalena de Kino, Sonora. Actualmente el viejo inmueble se encuentra en deterioro y luce con grafitis, ventanas y puertas rotas, además de que se convirtió en espacio de pernocta de personas sin hogar.

## Historia
La estación fue edificada sobre la línea Guaymas-Nogales del antiguo Ferrocarril de Sonora que empezó a dar servicio en 1881 y posteriormente pasó a formar parte de la línea Nogales-Guadalajara del Southern Pacific Railroad de México, que fue concluida en la década de los veinte. La vía de ferrocarril fue tendida en Magdalena de Kino desde finales del siglo XIX.